# Zeitschrift für Lebensrecht
Die Zeitschrift für Lebensrecht (ZfL) ist eine juristische Fachzeitschrift, die im Auftrag der Juristen-Vereinigung Lebensrecht e.V. herausgegeben wird. Sie widmet sich thematisch dem Schutz des menschlichen Lebens aus juristischer Sicht. Der Schwerpunkt liegt dabei auf dem deutschen Recht. Rechtsvergleichend wird auch ausländisches und internationales Recht einbezogen. Interdisziplinär werden auch Fragen des Lebensschutzes aus den Perspektiven der Medizin und Medizinethik, der Rechts- und Sozialphilosophie sowie der allgemeinen Ethik und der Moraltheologie behandelt.
Die Publikationen in dieser Zeitschrift zum allgemeinen Persönlichkeitsrecht und dem Stellenwert des menschlichen Lebens als höchstem Rechtsgut werden u. a. vom Bundesgerichtshof (BGH) wahrgenommen und zitiert.